# Miquel Pacheco Font
Miquel Pacheco Font   (Sabadell, 5 de setembre de 1931 - Barcelona, 17 de febrer de 2018) va ser un ciclista català, que fou professional entre 1955 i 1966. Els seus èxits esportius més importants els aconseguí a la Volta a Espanya, on guanyà dues etapes i acabaria tercer de la classificació general de l'edició de 1963.

## Palmarès
- 1955
  - Vencedor d'una etapa a la Volta a Catalunya
- 1956
  - Vencedor d'una etapa a la Volta a Astúries
- 1957
  - 1r a la Seu d'Urgell
- 1958
  - Vencedor d'una etapa a la Volta a Espanya
- 1959
  - 1r a la Volta a Andalusia
  - 1r al Campionat Basco-navarrès de muntanya
- 1962
  - Vencedor d'una etapa a la Volta a Catalunya
- 1963
  - Vencedor d'una etapa a la Volta a Espanya
- 1965
  - 1r a la Porto-Lisboa

### Resultats a la Volta a Espanya
- 1958. 20è de la classificació general. Vencedor d'una etapa. Mallot groc durant 1 etapa
- 1960. 3r de la classificació general
- 1961. 12è de la classificació general
- 1962. 4t de la classificació general
- 1963. 3r de la classificació general. Vencedor d'una etapa

### Resultats al Tour de França
- 1958. Abandona (4a etapa)
- 1960. 69è de la classificació general
- 1961. Abandona (2a etapa)
- 1963. 17è de la classificació general
- 1964. Abandona (14a etapa)